# The Bold Ones: The Lawyers
The Bold Ones: The Lawyers ist eine US-amerikanische Fernsehserie, die von 1969 bis 1972 lief. Sie wurde von Roy Huggins entwickelt. Die Hauptrollen spielten Burl Ives, Joseph Campanella und James Farentino. Das Gerichtsdrama ist Teil der Wheel series The Bold Ones.

## Inhalt
Walter Nicholls, ein sehr erfolgreicher Anwalt, leitet seine eigene Anwaltskanzlei in Los Angeles. Er nimmt nur interessante und schwierige Fälle an. Trotzdem benötigt er Hilfe und stellt dazu die Brüder Brian und Neil Darrell an. Sie verhandeln für die Zeit brisante Fälle wie den Mord an einem Campuspolizisten bei einer studentischen Protestveranstaltung. Bei der Verhandlung ist der Verdächtige mehr an der Publicity als am Verfahren interessiert. Es geht auch um ethische Probleme, wenn zum Beispiel ein Klient, für den sie einen Freispruch erwirkt haben, bei der anschließenden Feier in kleinem Kreis betrunken den Mord gesteht. Kurz darauf wird jemand anderes für den Mord angeklagt.

## Hintergrund
Roy Huggins, der Entwickler und leitende Produzent der Serie, hatte vor Serienbeginn versprochen, dass die Serie kein reines Whodunit werden und sich auch nicht ausschließlich auf die Fälle konzentrieren würde. Tatsächlich entwickelten sich die Figuren im Verlauf der Serie, wobei Walter Nicholls, der von Burl Ives gespielt wurde immer mehr in den Mittelpunkt der Serie rückte.
The Bold One: The Lawyers lief drei Staffeln und wurde dann ersatzlos eingestellt. Damit wurde das Konzept der Wheel series für The Bold Ones aufgegeben, da nur noch The Bold Ones: The New Doctors lief.

## Besetzung
| Schauspieler      | Rollenname      | Folgen | Jahre     |
| ----------------- | --------------- | ------ | --------- |
| Burl Ives         | Walter Nicholls | 27 + 2 | 1968–1972 |
| Joseph Campanella | Brian Darrell   | 26 + 1 | 1971–1973 |
| James Farentino   | Neil Darrell    | 20 + 2 | 1968–1972 |

## Episoden

### Pilotfilme
Die Serie The Bold Ones: The Lawyers hatte zwei Pilotfilme. Der erste hieß The Sound of Anger und wurde am 10. Dezember 1968 gezeigt. Nach einem Drehbuch von Dick Nelson führte Michael Ritchie Regie. Die Figur des Brian Darrell gab es in diesem Film nicht. Sie wurde ersetzt durch Brad Darrell, gespielt von Guy Stockwell. Gaststars in dem 100 Minuten langen Film waren unter anderem Dorothy Provine, Charles Aidman, Jay C. Flippen, Lynda Day George und Dana Elcar.
Am 11. März 1969 wurde der zweite Pilotfilm gesendet. Der Titel war The Whole World Id Watching. Regie führte Richard A. Colla und das Drehbuch des 97 Minuten langen Films stammte von Richard Levinson und William Link. Gastrollen hatten unter anderem Hal Holbrook, Steve Ihnat, Stephen McNally, Dana Elcar, Carrie Snodgress und Juanita Moore.

### Staffeln
| Staffel | Episodenanzahl | Erstausstrahlung USA | Erstausstrahlung USA |
| Staffel | Episodenanzahl | Staffelpremiere      | Staffelfinale        |
| ------- | -------------- | -------------------- | -------------------- |
| 1       | 8              | 21. September 1969   | 15. Februar 1970     |
| 2       | 8              | 27. September 1970   | 21. Februar 1971     |
| 3       | 11             | 26. September 1971   | 13. Februar 1972     |

### Staffel 1
| Nr. (ges.) | Nr. (St.) | Originaltitel             | Erstausstrahlung Vereinigte Staaten | Regie              | Drehbuch                   | Gastdarsteller                                                  |
| ---------- | --------- | ------------------------- | ----------------------------------- | ------------------ | -------------------------- | --------------------------------------------------------------- |
| 1          | 1         | A Game of Chance          | 21. Sep. 1969                       | Douglas Heyes      | Roy Huggins                | Steve Ihnat, Sandra Smith, John Milford                         |
| 2          | 2         | The People Against Ortega | 12. Okt. 1969                       | Richard T. Heffron | Dick Nelson                | Robert Webber, Frank Ramirez, John Randolph, Kermit Murdock     |
| 3          | 3         | The Crowd Pleaser         | 2. Nov. 1969                        | Vincent Sherman    | Frank Fenton               | Mel Tormé, Georg Stanford Brown, Dana Elcar, Juanita Moore      |
| 4          | 4         | The Rockford Riddle       | 16. Nov. 1969                       | Richard T. Heffron | Douglas Heyes              | Charles Aidman, Claudine Longet, George Murdock                 |
| 5          | 5         | Shriek of Silence         | 30. Nov. 1969                       | Fernando Lamas     | Robert Foster, Roy Huggins | Craig Stevens, Richard Van Vleet, George Murdock, Walter Brooke |
| 6          | 6         | Trial of a Mafioso        | 4. Jan. 1970                        | Richard Benedict   | Robert Hamner              | Richard Conte, Linda Marsh, Frank Campanella, Pat Renella       |
| 7          | 7         | Point of Honor            | 25. Jan. 1970                       | Gene Levitt        | Roy Huggins                | Veronica Cartwright, Paul Stevens, Roger Davis                  |
| 8          | 8         | The Shattered Image       | 15. Feb. 1970                       | ?                  | ?                          | Will Geer, Ford Rainey, Audrey Totter                           |

### Staffel 2
| Nr. (ges.) | Nr. (St.) | Originaltitel                     | Erstausstrahlung Vereinigte Staaten | Regie              | Drehbuch       | Gastdarsteller                                                     |
| ---------- | --------- | --------------------------------- | ----------------------------------- | ------------------ | -------------- | ------------------------------------------------------------------ |
| 9          | 1         | The Verdict                       | 27. Sep. 1970                       | Alexander Singer   | Roy Huggins    | Will Geer, Stephen McNally, John Kerr                              |
| 10         | 2         | Panther in a Cage                 | 18. Okt. 1970                       | Nicholas Colasanto | Stephen Kandel | Georg Stanford Brown, Val Avery, Alan Baxter                       |
| 11         | 3         | Trial of a PFC                    | 8. Nov. 1970                        | Alexander Singer   | Frank Fenton   | Pete Duel, Jane Elliot, Walter Brooke                              |
| 12         | 4         | The People Against Doctor Chapman | 6. Dez. 1970                        | Jeannot Szwarc     | Jerry Bredouw  | Monte Markham, Ramon Bieri, Ford Rainey, Meg Wyllie, Frank Maxwell |
| 13         | 5         | The Loneliness Racket             | 20. Dez. 1970                       | ?                  | ?              | Phyllis Love, Alan Oppenheimer, Marj Dusay, Ann Doran              |
| 14         | 6         | The Search for Leslie Grey        | 10. Jan. 1971                       | ?                  | ?              | Charles Aidman, Rodolfo Acosta, Leo Gordon, John Kellogg           |
| 15         | 7         | The Hyland Confession             | 31. Jan. 1971                       | Daniel Petrie      | Frank Fenton   | Tisha Sterling, Clifford David, Severn Darden                      |
| 16         | 8         | The Price of Justice              | 21. Feb. 1971                       | ?                  | ?              | Cal Bellini, Julie Gregg                                           |

### Staffel 3
| Nr. (ges.) | Nr. (St.) | Originaltitel                    | Erstausstrahlung Vereinigte Staaten | Regie              | Drehbuch                            | Gastdarsteller                                                          |
| ---------- | --------- | -------------------------------- | ----------------------------------- | ------------------ | ----------------------------------- | ----------------------------------------------------------------------- |
| 17         | 1         | The Invasion of Kevin Ireland    | 26. Sep. 1971                       | Alexander Singer   | Jack B. Sowards                     | Darren McGavin, Kathie Browne, Dana Elcar                               |
| 18         | 2         | The Strange Secret of Yermo Hill | 17. Okt. 1971                       | Jeffrey Hayden     | William D. Gordon                   | Mills Watson, Arlene Golonka, Paul Gleason, Anne Ramsey                 |
| 19         | 3         | Hall of Justice                  | 31. Okt. 1971                       | Richard T. Heffron | Robert Hamner                       | Ramon Bieri, Richard Van Vleet, Paul Comi                               |
| 20         | 4         | In Defense of Ellen McKay        | 14. Nov. 1971                       | Alexander Singer   | David Chase                         | Susan Clark, John Randolph, Lindsay Wagner, Paul Fix                    |
| 21         | 5         | By Reason of Insanity            | 28. Nov. 1971                       | Alexander Singer   | Roy Huggins                         | Charles Aidman, Tim Matheson                                            |
| 22         | 6         | Justice Is a Sometime Thing      | 12. Dez. 1971                       | Jeffrey Hayden     | Robert Hamner                       | Richard Jordan, Kermit Murdock, Maxine Stuart                           |
| 23         | 7         | The Letter of the Law            | 26. Dez. 1971                       | Douglas Heyes      | Douglas Heyes                       | Will Geer, Gale Sondergaard, James Olson, Michael Conrad, Milton Selzer |
| 24         | 8         | The Long Morning After, Part 1   | 9. Jan. 1972                        | Douglas Heyes      | Douglas Heyes                       | Anne Helm, Roger Davis, Pat Hingle                                      |
| 25         | 9         | The Long Morning After, Part 2   | 16. Jan. 1972                       | Douglas Heyes      | Douglas Heyes                       | Anne Helm, James Wainwright, Pat Hingle, Patricia Barry                 |
| 26         | 10        | In Sudden Darkness               | 30. Jan. 1972                       | David Moessinger   | Charles E. Israel, David Moessinger | Carol Lawrence, Sian Barbara Allen, Tim O’Connor                        |
| 27         | 11        | Lisa, I Hardly Knew You          | 13. Feb. 1972                       | Alexander Singer   | Elick Moll                          | Tiffany Bolling, Michael Bell, Peter Hobbs, Ellen Burstyn               |

## Kritik
Joe Corey schreibt in seiner Kritik, dass The Bold Ones: The Lawyers die dramatische Spannung im Gerichtssaal mit Techniken des Dokumentarfilms aufrechterhalte. Er lobt auch auf die gewaltige Präsenz von Burl Ives in der Serie. Erstaunt verweist er auf den Inhalt der Folge The Invasion of Kevin Ireland, in der das Leben eines erfolgreichen Angestellten zerstört wird, weil eine Kreditgesellschaft seine Daten durcheinanderbringt. Er fragt sich, wie das vor der Geburt des Internets möglich gewesen sei.

## Auszeichnungen
Bei der Emmy Verleihung 1969 war Hal Holbrook für seine Leistung in The Whole World is Watching nominiert. In dieser Kategorie wurde allerdings kein Preis verliehen. 1972 konnte Alexander Singer in der Kategorie Regie bei einem Drama/Einzelfolge einer Serie für seine Leistung in der Folge The Invasion of Kevin Ireland einen Emmy gewinnen. Das Gleiche gelang Pete Rugolo in der Kategorie Musik bei einem Drama/Einzelfolge einer Serie. Im gleichen Jahr waren Richard Bracken, Gloryette Clark und J. Terry Williams in der Kategorie Schnitt bei einem Drama/Einzelfolge einer Serie nominiert, der Preis ging aber an Edward M. Abroms für Columbo.
Ebenfalls 1972 war Jack B. Sowards in der Kategorie Bestes Drehbuch für den Writers Guild of America Award nominiert.

## DVD
The Bold Ones: The Lawyers wurde am 1. Dezember 2015 auf DVD veröffentlicht.